# My Little Pony - Equestria Girls (serie digitale)
My Little Pony - Equestria Girls (la "serie digitale"), anche nota con il sottotitolo di Better Together, è una serie web di cortometraggi animati basata sull'omonimo franchise Hasbro, a sua volta uno spin-off di My Little Pony - L'amicizia è magica. La serie web racconta le avventure quotidiane dei personaggi principali della serie televisiva, che sono per la maggior parte versioni umanizzate (di età liceale) dei pony presenti in L'amicizia è magica.
Inizialmente prevista per la pubblicazione nel corso del 2018, la serie ha cominciato ad andare in onda il 17 novembre 2017, e ha proseguito per due stagioni sul canale YouTube di Hasbro.

## Lista episodi

### Prima stagione

#### Episodi
| N.  | Titolo originale          | Data pubblicazione | Regia       | Sceneggiatura                          | Durata |
| --- | ------------------------- | ------------------ | ----------- | -------------------------------------- | ------ |
| 1   | A Fine Line               | 17 novembre 2017   | Ishi Rudell | Gillian M. Berrow                      | 02:43  |
| 2   | School of Rock            | 24 novembre 2017   | Ishi Rudell | Gillian M. Berrow                      | 02:34  |
| 3   | Queen of Clubs            | 1º dicembre 2017   | Ishi Rudell | Gillian M. Berrow                      | 02:38  |
| 4   | Pinkie Sitting            | 8 dicembre 2017    | Ishi Rudell | Gillian M. Berrow                      | 02:45  |
| 5   | The Finals Countdown      | 15 dicembre 2017   | Ishi Rudell | Gillian M. Berrow                      | 02:35  |
| 6   | Overpowered               | 22 dicembre 2017   | Ishi Rudell | Gillian M. Berrow                      | 02:41  |
| 7   | Star Crossed              | 29 dicembre 2017   | Ishi Rudell | Gillian M. Berrow                      | 02:56  |
| 8   | My Little Shop of Horrors | 5 gennaio 2018     | Ishi Rudell | Gillian M. Berrow                      | 02:52  |
| 9   | A Little Birdie Told Me   | 12 gennaio 2018    | Ishi Rudell | Gillian M. Berrow                      | 02:49  |
| 10  | Display of Affection      | 19 gennaio 2018    | Ishi Rudell | Gillian M. Berrow                      | 02:46  |
| 11  | Super Squad Goals         | 26 gennaio 2018    | Ishi Rudell | Gillian M. Berrow                      | 02:46  |
| N/A | Road Trippin'             | 2 marzo 2018       | Ishi Rudell | Gillian M. Berrow                      | 02:44  |
| 16  | X Marks the Spot          | 13 aprile 2018     | Ishi Rudell | Kara Lee Burk                          | 2:32   |
| 17  | Aww... Baby Turtles       | 20 aprile 2018     | Ishi Rudell | Kara Lee Burk                          | 2:58   |
| 18  | The Salty Sails           | 27 aprile 2018     | Ishi Rudell | Whitney Ralls                          | 2:50   |
| 19  | Lost and Found            | 4 maggio 2018      | Ishi Rudell | Kate Leth                              | 2:43   |
| 20  | Too Hot to Handle         | 11 maggio 2018     | Ishi Rudell | Laura Hooper Beck                      | 2:23   |
| 21  | Blue Crushed              | 18 maggio 2018     | Ishi Rudell | Kate Leth                              | 2:26   |
| 22  | Unsolved Selfie Mysteries | 25 maggio 2018     | Ishi Rudell | Nina Daniels                           | 2:11   |
| 23  | Friendship Math           | 1º giugno 2018     | Ishi Rudell | M.J. Offen                             | 2:31   |
| 24  | Turf War                  | 8 giugno 2018      | Ishi Rudell | Laura Hooper Beck                      | 2:34   |
| 25  | The Last Day of School    | 15 giugno 2018     | Ishi Rudell | Kate Leth                              | 2:34   |
| 26  | Outtakes                  | 22 giugno 2018     | Ishi Rudell | Whitney Ralls                          | 2:31   |
| 27  | Pinkie Pie: Snack Psychic | 29 giugno 2018     | Ishi Rudell | Laura Hooper Beck                      | 2:18   |
| 28  | 5 to 9                    | 6 luglio 2018      | Ishi Rudell | Gillian M. Berrow                      | 2:37   |
| 29  | So Much More to Me        | 13 luglio 2018     | Ishi Rudell | Kate Leth                              | 2:59   |
| 36  | The Other Side            | 5 ottobre 2018     | Ishi Rudell | John Jennings Boyd, Lisette Bustamante | 2:48   |

#### Finale a scelta
| N. | Titolo originale                                    | Data pubblicazione | Regia       | Sceneggiatura       | Durata | Finali                  |
| -- | --------------------------------------------------- | ------------------ | ----------- | ------------------- | ------ | ----------------------- |
| 12 | Fluttershy's Butterflies                            | 2 febbraio 2018    | Ishi Rudell | Nick Confalone      | 1:49   | 1:38 (Applejack)        |
| 12 | Fluttershy's Butterflies                            | 2 febbraio 2018    | Ishi Rudell | Nick Confalone      | 1:49   | 1:23 (Rainbow Dash)     |
| 12 | Fluttershy's Butterflies                            | 2 febbraio 2018    | Ishi Rudell | Nick Confalone      | 1:49   | 1:03 (DJ Pon-3)         |
| 13 | Text Support                                        | 9 febbraio 2018    | Ishi Rudell | Jim Martin          | 1:21   | 1:45 (Rarity)           |
| 13 | Text Support                                        | 9 febbraio 2018    | Ishi Rudell | Jim Martin          | 1:21   | 1:27 (Sunset Shimmer)   |
| 13 | Text Support                                        | 9 febbraio 2018    | Ishi Rudell | Jim Martin          | 1:21   | 1:08 (Fluttershy)       |
| 14 | Driving Miss Shimmer                                | 16 febbraio 2018   | Ishi Rudell | Kate Leth           | 0:57   | 1:38 (Applejack)        |
| 14 | Driving Miss Shimmer                                | 16 febbraio 2018   | Ishi Rudell | Kate Leth           | 0:57   | 2:00 (Rarity)           |
| 14 | Driving Miss Shimmer                                | 16 febbraio 2018   | Ishi Rudell | Kate Leth           | 0:57   | 1:45 (Fluttershy)       |
| 15 | Best Trends Forever                                 | 23 febbraio 2018   | Ishi Rudell | Whitney Ralls       | 1:08   | 1:32 (Pinkie Pie)       |
| 15 | Best Trends Forever                                 | 23 febbraio 2018   | Ishi Rudell | Whitney Ralls       | 1:08   | 2:12 (Twilight Sparkle) |
| 15 | Best Trends Forever                                 | 23 febbraio 2018   | Ishi Rudell | Whitney Ralls       | 1:08   | 1:37 (Rainbow Dash)     |
| 30 | Stressed in Show                                    | 20 luglio 2018     | Ishi Rudell | Kelly D'Angelo      | 1:28   | 1:39 (Fluttershy)       |
| 30 | Stressed in Show                                    | 20 luglio 2018     | Ishi Rudell | Kelly D'Angelo      | 1:28   | 1:36 (Pinkie Pie)       |
| 30 | Stressed in Show                                    | 20 luglio 2018     | Ishi Rudell | Kelly D'Angelo      | 1:28   | 1:33 (Rainbow Dash)     |
| 31 | Rarity Investigates: The Case of the Bedazzled Boot | 27 luglio 2018     | Ishi Rudell | Julia Prescott      | 1:28   | 1:30 (Applejack)        |
| 31 | Rarity Investigates: The Case of the Bedazzled Boot | 27 luglio 2018     | Ishi Rudell | Julia Prescott      | 1:28   | 1:40 (Pinkie Pie)       |
| 31 | Rarity Investigates: The Case of the Bedazzled Boot | 27 luglio 2018     | Ishi Rudell | Julia Prescott      | 1:28   | 1:59 (Trixie)           |
| 32 | All the World's Off Stage                           | 3 agosto 2018      | Ishi Rudell | Christopher Godfrey | 1:35   | 1:54 (Micro Chips)      |
| 32 | All the World's Off Stage                           | 3 agosto 2018      | Ishi Rudell | Christopher Godfrey | 1:35   | 1:11 (Pinkie Pie)       |
| 32 | All the World's Off Stage                           | 3 agosto 2018      | Ishi Rudell | Christopher Godfrey | 1:35   | 1:25 (Twilight Sparkle) |
| 33 | Constructive Criticism                              | 10 agosto 2018     | Ishi Rudell | Jim Martin          | 1:31   | 1:46 (Rainbow Dash)     |
| 33 | Constructive Criticism                              | 10 agosto 2018     | Ishi Rudell | Jim Martin          | 1:31   | 1:34 (Photo Finish)     |
| 33 | Constructive Criticism                              | 10 agosto 2018     | Ishi Rudell | Jim Martin          | 1:31   | 1:17 (Pinkie Pie)       |
| 34 | Opening Night                                       | 17 agosto 2018     | Ishi Rudell | Kelly D'Angelo      | 2:23   | 1:02 (Twilight Sparkle) |
| 34 | Opening Night                                       | 17 agosto 2018     | Ishi Rudell | Kelly D'Angelo      | 2:23   | 1:21 (Applejack)        |
| 34 | Opening Night                                       | 17 agosto 2018     | Ishi Rudell | Kelly D'Angelo      | 2:23   | 1:32 (Sunset Shimmer)   |
| 35 | Happily Ever Afterparty                             | 24 agosto 2018     | Ishi Rudell | Whitney Ralls       | 1:13   | 2:13 (Rarity)           |
| 35 | Happily Ever Afterparty                             | 24 agosto 2018     | Ishi Rudell | Whitney Ralls       | 1:13   | 1:42 (Rainbow Dash)     |
| 35 | Happily Ever Afterparty                             | 24 agosto 2018     | Ishi Rudell | Whitney Ralls       | 1:13   | 1:29 (Applejack)        |

### Seconda stagione

#### Episodi
| N. (tot) stag | Titolo originale                | Data pubblicazione | Regia                       | Sceneggiatura                               | Durata |
| ------------- | ------------------------------- | ------------------ | --------------------------- | ------------------------------------------- | ------ |
| (37) 1        | Reboxing with Spike!            | 11 gennaio 2019    | Ishi Rudell, Katrina Hadley | Gillian M. Berrow                           | 01:56  |
| (38) 2        | DIY with Applejack              | 18 gennaio 2019    | Ishi Rudell, Katrina Hadley | Laura Hooper Beck                           | 02:28  |
| (39) 3        | The Craft of Cookies            | 25 gennaio 2019    | Ishi Rudell, Katrina Hadley | Laura Hooper Beck                           | 2:30   |
| (40) 4        | Street Magic with Trixie!       | 1º febbraio 2019   | Ishi Rudell, Katrina Hadley | Laura Hooper Beck                           | 1:15   |
| (41) 5        | Sic Skateboard                  | 8 febbraio 2019    | Ishi Rudell, Katrina Hadley | Gillian M. Berrow                           | 2:00   |
| (42) 6        | Street Chic                     | 15 febbraio 2019   | Ishi Rudell, Katrina Hadley | Laura Hooper Beck                           | 2:18   |
| (43) 7        | Game Stream                     | 22 febbraio 2019   | Ishi Rudell, Katrina Hadley | Katie Chilson                               | 2:08   |
| (44) 8        | Best in Show: The Pre-Show      | 1º marzo 2019      | Ishi Rudell, Katrina Hadley | Gillian M. Berrow                           | 2:03   |
| (45) 9        | Best in Show: The Victory Lap   | 8 marzo 2019       | Ishi Rudell, Katrina Hadley | Katie Chilson                               | 2:13   |
| (46) 10       | Schedule Swap                   | 15 marzo 2019      | Ishi Rudell, Katrina Hadley | Gillian M. Berrow                           | 2:38   |
| (47) 11       | Twilight Under the Stars        | 22 marzo 2019      | Ishi Rudell, Katrina Hadley | Gillian M. Berrow                           | 2:20   |
| (48) 12       | Five Stars                      | 29 marzo 2019      | Ishi Rudell, Katrina Hadley | Gillian M. Berrow, Kate Chilson             | 2:41   |
| (49) 13       | FOMO                            | 5 aprile 2019      | Ishi Rudell, Katrina Hadley | Gillian M. Berrow, Kate Chilson             | 2:19   |
| (50) 14       | I'm on a Yacht                  | 24 maggio 2019     | Ishi Rudell, Katrina Hadley | John Boyd, Lisette Bustamante               | 2:43   |
| (51) 15       | Run to Break Free               | 31 maggio 2019     | Ishi Rudell, Katrina Hadley | Jess Furman, Jessuca Vaughn, Dan Whittemore | 2:44   |
| (52) 16       | Camping Must-Haves              | 7 giugno 2019      | Ishi Rudell, Katrina Hadley | Katie Chilson                               | 2:27   |
| (53) 17       | Festival Filters                | 14 giugno 2019     | Ishi Rudell, Katrina Hadley | Katie Chilson                               | 2:06   |
| (54) 18       | How to Backstage                | 21 giugno 2019     | Ishi Rudell, Katrina Hadley | Katie Chilson                               | 2:02   |
| (55) 19       | Festival Looks                  | 28 giugno 2019     | Ishi Rudell, Katrina Hadley | Katie Chilson                               | 1:54   |
| (56) 20       | Five Lines You Need to Stand In | 5 luglio 2019      | Ishi Rudell, Katrina Hadley | Katie Chilson                               | 2:17   |
| N/A           | Do It For the Ponygram          | 30 agosto 2019     | Ishi Rudell, Katrina Hadley | Nick Confalone                              | 3:03   |
| (57) 21       | Find the Magic                  | 1º settembre 2019  | Ishi Rudell, Katrina Hadley | Jarl Aanestad, Jess Furman, Jessica Vaughn  | 2:27   |
| N/A           | Let It Rain                     | N/A                | Ishi Rudell, Katrina Hadley | John Boyd, Jess Furman, Jessica Vaughn      | 2:37   |
| N/A           | Cheer You On                    | N/A                | Ishi Rudell, Katrina Hadley | John Boyd, Jess Furman, Jessica Vaughn      | 2:44   |

#### Finale a scelta
| N. (tot) stag | Titolo originale        | Data pubblicazione | Regia       | Sceneggiatura    | Durata | Finali                    |
| ------------- | ----------------------- | ------------------ | ----------- | ---------------- | ------ | ------------------------- |
| 58 (22)       | Wake-Up!                | 3 settembre 2019   | Ishi Rudell | Kate Leth        | 1:27   | 1:28 (Applejack)          |
| 58 (22)       | Wake-Up!                | 3 settembre 2019   | Ishi Rudell | Kate Leth        | 1:27   | 1:31 (Rainbow Dash)       |
| 58 (22)       | Wake-Up!                | 3 settembre 2019   | Ishi Rudell | Kate Leth        | 1:27   | 1:30 (Pinkie Pie)         |
| 59 (23)       | The Last Drop           | 6 settembre 2019   | Ishi Rudell | Whitney Ralls    | 1:32   | 1:26 (Sunset Shimmer)     |
| 59 (23)       | The Last Drop           | 6 settembre 2019   | Ishi Rudell | Whitney Ralls    | 1:32   | 1:20 (Fluttershy)         |
| 59 (23)       | The Last Drop           | 6 settembre 2019   | Ishi Rudell | Whitney Ralls    | 1:32   | 1:16 (Big McIntosh)       |
| 60 (24)       | Inclement Leather       | 8 settembre 2019   | Ishi Rudell | Anna Christopher | 1:38   | 1:23 (Applejack)          |
| 60 (24)       | Inclement Leather       | 8 settembre 2019   | Ishi Rudell | Anna Christopher | 1:38   | 1:08 (Twilight Sparkle)   |
| 60 (24)       | Inclement Leather       | 8 settembre 2019   | Ishi Rudell | Anna Christopher | 1:38   | 1:28 (Vignette Valencia)  |
| 61 (25)       | Lost and Pound          | 10 settembre 2019  | Ishi Rudell | Jim Martin       | 1:12   | 2:05 (Rarity)             |
| 61 (25)       | Lost and Pound          | 10 settembre 2019  | Ishi Rudell | Jim Martin       | 1:12   | 2:02 (Spike)              |
| 61 (25)       | Lost and Pound          | 10 settembre 2019  | Ishi Rudell | Jim Martin       | 1:12   | 0:50 (Fluttershy)         |
| 62 (26)       | Accountibilibuddies     | 13 settembre 2019  | Ishi Rudell | Jim Martin       | 1:14   | 1:41 (Rainbow Dash)       |
| 62 (26)       | Accountibilibuddies     | 13 settembre 2019  | Ishi Rudell | Jim Martin       | 1:14   | 1:27 (Pinkie Pie)         |
| 62 (26)       | Accountibilibuddies     | 13 settembre 2019  | Ishi Rudell | Jim Martin       | 1:14   | 1:46 (Snips)              |
| 63 (27)       | The Road Less Scheduled | 15 settembre 2019  | Ishi Rudell | Anna Christopher | 1:06   | 1:46 (Fluttershy)         |
| 63 (27)       | The Road Less Scheduled | 15 settembre 2019  | Ishi Rudell | Anna Christopher | 1:06   | 1:51 (Principal Celestia) |
| 63 (27)       | The Road Less Scheduled | 15 settembre 2019  | Ishi Rudell | Anna Christopher | 1:06   | 1:26 (Micro Chips)        |
| N/A           | Sock It to Me           | N/A                | Ishi Rudell | Jim Martin       | N/A    | N/A (Rarity)              |
| N/A           | Sock It to Me           | N/A                | Ishi Rudell | Jim Martin       | N/A    | N/A (Trixie)              |
| N/A           | Sock It to Me           | N/A                | Ishi Rudell | Jim Martin       | N/A    | N/A (Bulk Biceps)         |
| N/A           | Tip Toppings            | N/A                | Ishi Rudell | Katie Chilson    | N/A    | N/A (Twilight Sparkle)    |
| N/A           | Tip Toppings            | N/A                | Ishi Rudell | Katie Chilson    | N/A    | N/A (Applejack)           |
| N/A           | Tip Toppings            | N/A                | Ishi Rudell | Katie Chilson    | N/A    | N/A (Fluttershy)          |
| N/A           | Costume Conundrum       | N/A                | Ishi Rudell | Kate Leth        | N/A    | N/A (Sunset Shimmer)      |
| N/A           | Costume Conundrum       | N/A                | Ishi Rudell | Kate Leth        | N/A    | N/A (Applejack)           |
| N/A           | Costume Conundrum       | N/A                | Ishi Rudell | Kate Leth        | N/A    | N/A (Rarity)              |

## Cast

### Cast originale
- Rebecca Shoichet: Sunset Shimmer, Twilight Sparkle (canto)
- Tara Strong: Twilight Sparkle (voce)
- Ashleigh Ball: Rainbow Dash, Applejack
- Andrea Libman: Pinkie Pie, Fluttershy
  - Shannon Chan-Kent: Pinkie Pie (canto)
- Tabitha St. Germain: Rarity (voce)
  - Kazumi Evans: Rarity (canto)
- Cathy Weseluck: Spike
- Britt Irvin: Sunny Flare
- Kelly Sheridan: Starlight Glimmer
- Sharon Alexander: Sour Sweet
- Sienna Bohn: Sugarcoat
- Shannon Chan-Kent: Lemon Zest
- Ali Liebert: Juniper Montage

### Cast italiano
- Marcella Silvestri: Sunset Shimmer (voce) 
  - Silvia Pinto: Sunset Shimmer (canto)
- Emanuela Pacotto: Twilight Sparkle
- Federica Valenti: Rainbow Dash (voce) 
  - Paola Della Pasqua: Rainbow Dash (canto)
- Donatella Fanfani: Pinkie Pie (voce) 
  - Vera Calacoci: Pinkie Pie (canto)
- Chiara Francese: Rarity (voce) 
  - Greta Bortolotti: Rarity (canto)
- Benedetta Ponticelli: Applejack, Fluttershy
  - Maria Silvia Roli: Applejack (canto)
- Tania De Domenico: Spike, Sunny Flare
- Beatrice Caggiula: Starlight Glimmer
- Martina Felli: Sour Sweet
- Katia Sorrentino: Sugarcoat
- Sabrina Bonfitto: Lemon Zest
- Ludovica De Caro: Juniper Montage

## Produzione
In occasione della serie, l'abbigliamento delle protagoniste è stato aggiornato. Il nuovo design è opera della stilista Laura Schuffman.